# Pancíř (Šumava)
Pancíř (německy Panzer Berg) je šumavská hora v Pancířském hřbetu, který podle ní dostal název, ač jeho nejvyšší horou je Můstek s 1234 m. Pancíř se nachází 5 km severovýchodně od Železné Rudy. Na vrcholu je Horská chata Pancíř z roku 1923 s rozhlednou.

## Přístup

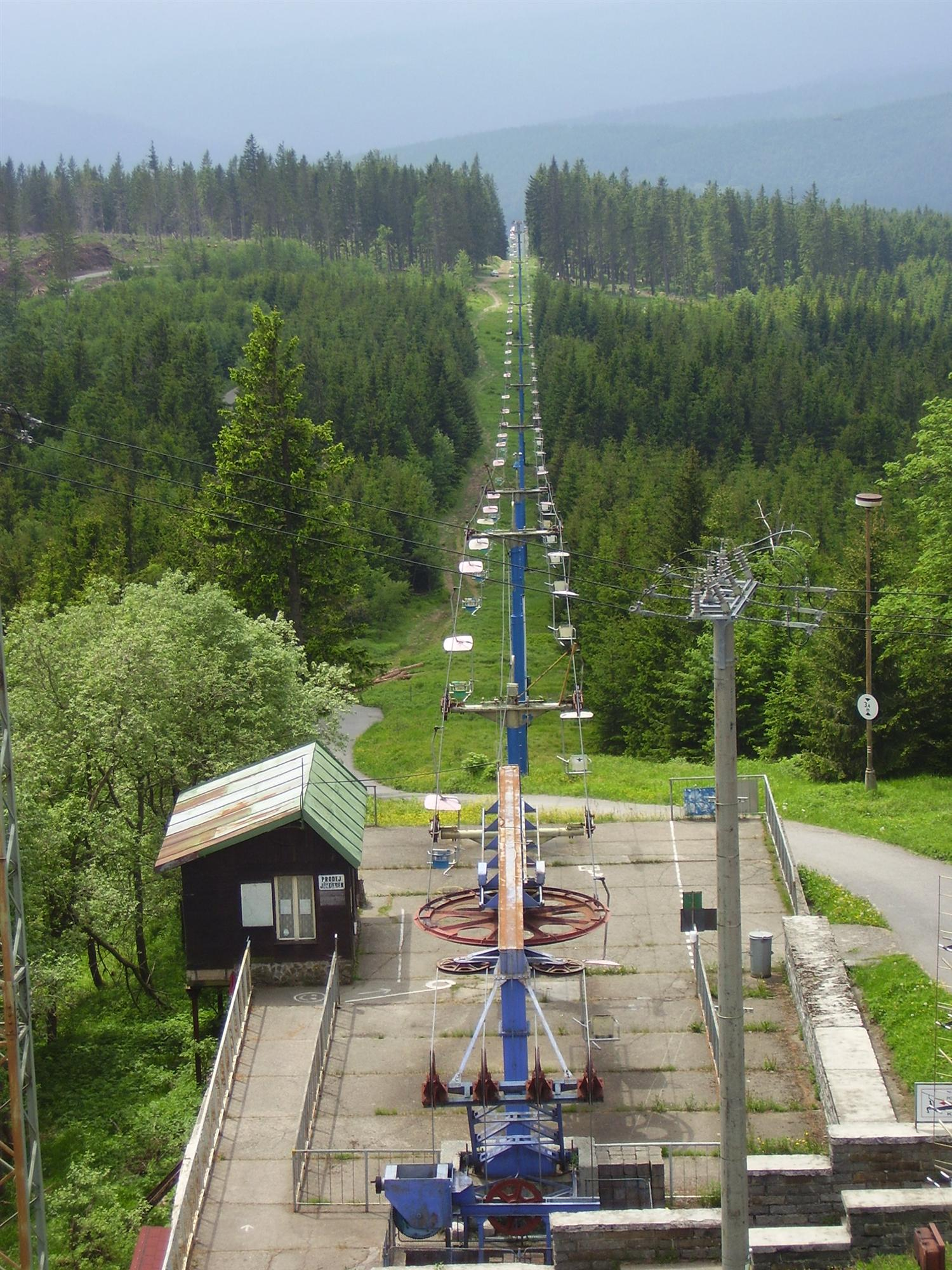
Lanová dráha Špičák - Pancíř

Pancíř je přístupný z několika směrů. Přechází přes něj červeně značená hřebenová stezka z Děpoltic do Špičáku, která přechází prakticky celý Pancířský hřbet. Dalšími možnostmi jsou výstup z Železné Rudy po modré značce přes Hofmanky a nebo z Javorné po zelené a žluté značce. Vzhledem k tomu, že k horské chatě vede ze Špičáckého sedla (974 m) silnice, je Pancíř hojně navštěvovaný cyklisty a představuje pro ně třetí nejvyšší vrchol na české straně Šumavy, kam se lze dostat po silnici.
Nejméně namáhavou možnost dosažení Pancíře nabízí sedačková lanovka Špičák – Hofmanova Bouda – Pancíř, která má délku 2740 m a překonává převýšení 348 m, u dolní stanice se nachází parkoviště Kaskády.

## Geologie a geomorfologie
Vrchol Pancíře vystupuje na jihovýchodním konci plochého strukturního Pancířského hřbetu. Je tvořen vložkou žulových porfyrů v jemnozrnných svorech a svorových rulách moldanubika. Na jeho svazích jsou četné rozptýlené sutě a menší skalní výchozy.

## Vodstvo
Pancíř leží na hlavním evropském rozvodí. Na jeho jihozápadním svahu pramení řeka Úhlava a na jihovýchodní řeka Řezná. Severně od Pancíře, na jihozápadním svahu Jedlové, pramení řeka Křemelná.

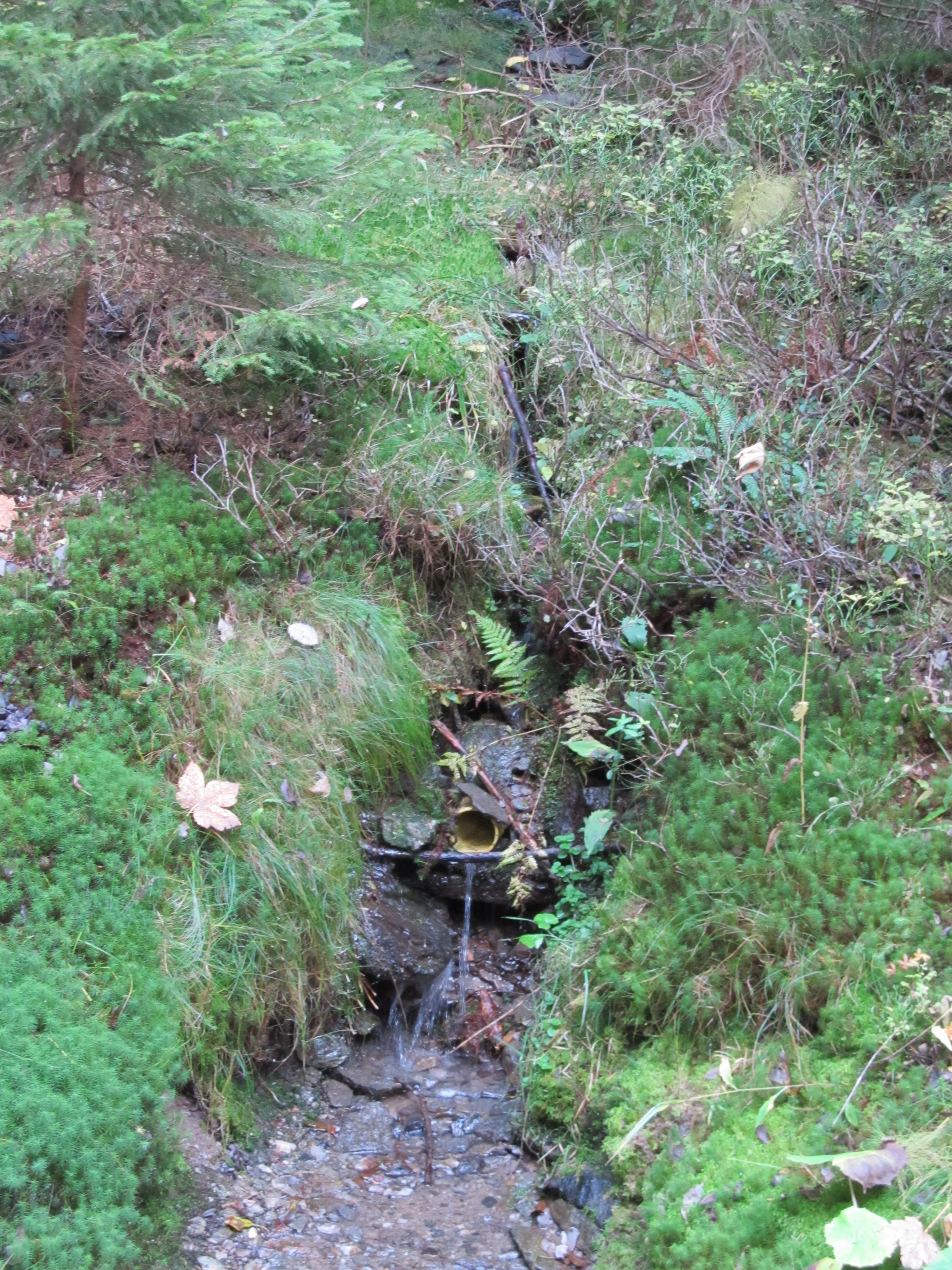
Pramen Řezné v přírodní rezervaci Prameniště na jihovýchodním svahu Pancíře (2013)
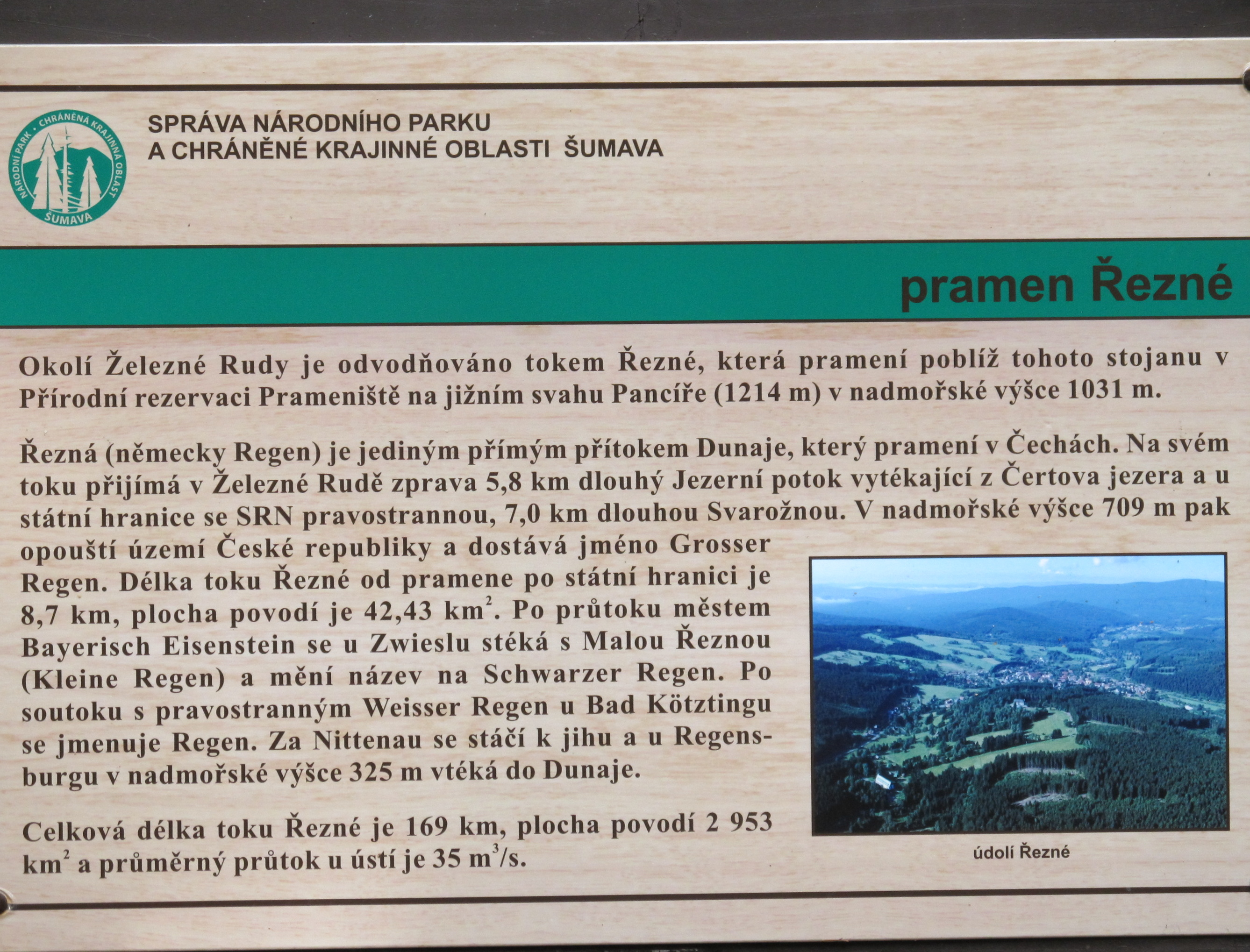
Informační tabule u pramene Řezné
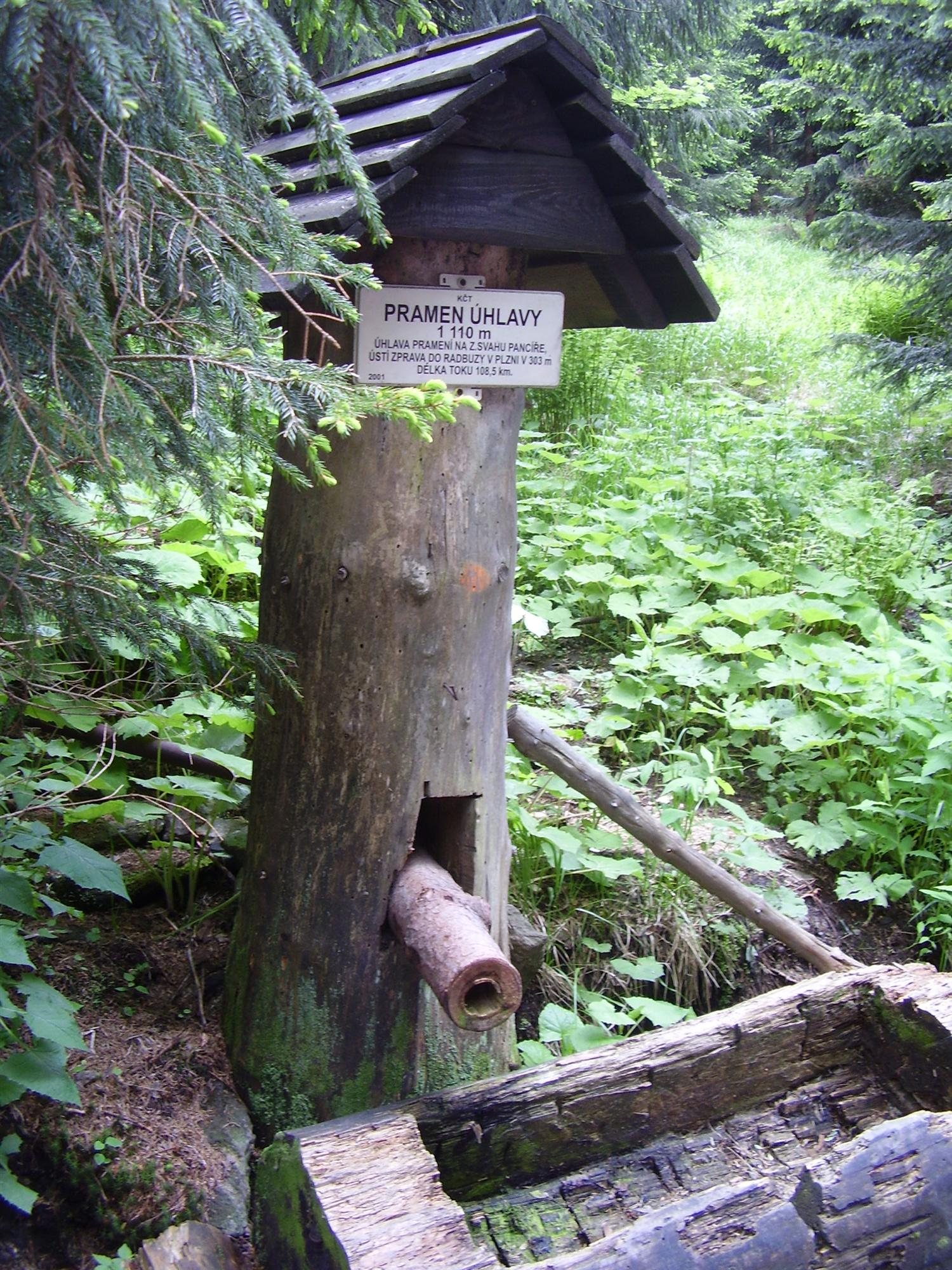
Pramen Úhlavy (2008)

## Klimatické podmínky
Podle měření z let 1927–1950, zde průměrná roční teplota dosahuje 3,8 °C, teplotní maximum bylo 31,0 °C a teplotní minimum -31,2 °C. Je zde tedy nepatrně tepleji než na o 100–150 m níže položených planinách na horním povodí Vltavy a Otavy. Průměrný roční úhrn srážek z totalizátoru zde byl v letech 1957–1976 naměřen 1289 mm, což v rámci Šumavy patří k vyšším hodnotám (na meteorologické stanici Churáňov je to za období 1956–1995 1066 mm).

## Vegetace
Vegetační kryt svahů Pancíře tvoří převážně smrkové porosty s pomístnou příměsí jedle, buku a jeřábu, na jihovýchodních svazích jsou zbytky bukových porostů s příměsí klenu. Na východních a severovýchodních svazích se rozprostírá přírodní rezervace Prameniště tvořená především rašeliništi.

## Zajímavost

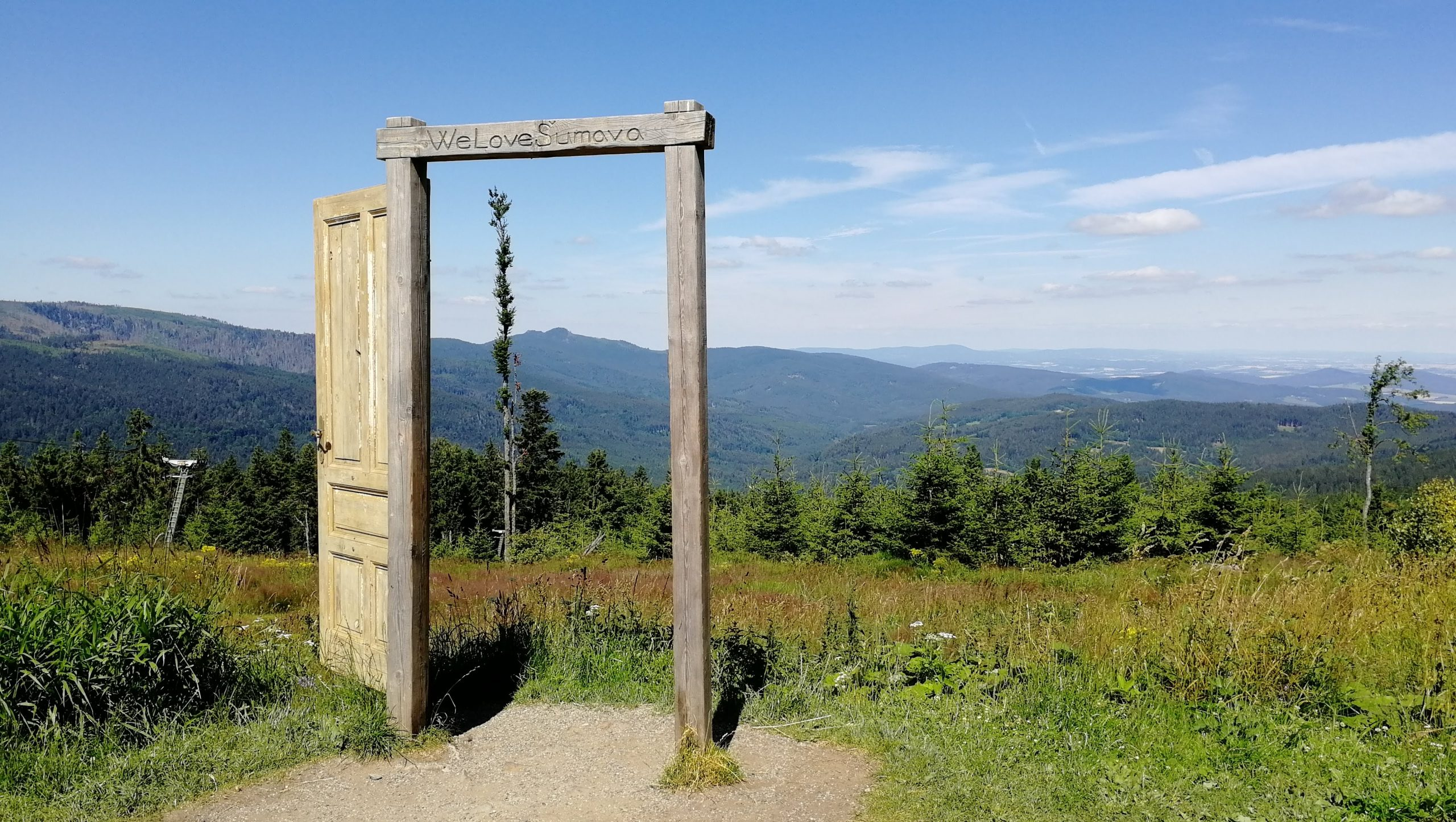
Otevřené dveře na Pancíři (2022)

Jako symbolický vrchol a zajímavý fotopoint se na vrcholu Pancíře nacházejí od podzimu 2019 otevřené dřevěné dveře. Jde o projekt sdružení We Love Šumava. Dveře nejsou na Pancíři celoročně, ale pouze v období od 1. května do 31. prosince, poté jsou kvůli úklidu sněhu a bezpečnosti odstraněny a vráceny opět na jaře.